# براد إتش يونغ
براد إتش يونغ (بالإنجليزية: Bradford Humes Young)‏ هو عالم الكتاب المقدس أمريكي، ولد في 1955 في أوكلاهوما في الولايات المتحدة.